# Nódulo de Schmorl
El nódulo de Schmorl, también llamado hernia de Schmorl, es una enfermedad de la columna vertebral que se caracteriza por la existencia de una protrusión del disco intervertebral que se desplaza hacia el interior del cuerpo de la vértebra situada inmediatamente encima o debajo, provocando una imagen característica en la radiografía de columna. Puede considerarse una variedad de la hernia discal, por lo que también se llama hernia discal intraesponjosa.

## Causas
Aunque las causas no son totalmente conocidas, puede asociarse a la enfermedad de Scheuermann y es frecuente en deportistas que practican halterofilia, en los procesos degenerativos de columna vertebral como la artrosis y tras traumatismos de cierta relevancia.

## Síntomas
No es una dolencia grave, pero provoca dolor y en ocasiones alteraciones de la postura. El nombre de la afección proviene del médico alemán Christian Georg Schmorl, quien realizó la primera descripción de la enfermedad.